# Aleksandr Matveevič Dmitriev-Mamonov
Il conte Aleksandr Matveevič Dmitriev-Mamonov (in russo Александр Матвеевич Дмитриев-Мамонов?; Smolensk, 30 settembre 1758 – San Pietroburgo, 11 ottobre 1803) è stato un diplomatico russo, appartenente ad un'antichissima dinastia della nobiltà dei boiardi discendente dei Rurichidi e con grandi possedimenti nei pressi di Smolensk.
In quanto aiutante di campo del conte Potemkin, Mamonov nel 1784 fu presentato alla zarina Caterina II, della quale in breve divenne il favorito.
Grazie al favore dell'imperatrice, che gli tributava 100.000 fiorini annui, riuscì ad istituire una piccola corte di illuministi, che tra gli altri comprendeva il conte Semën Romanovič Voroncov, Nikolaj Aleksandrovič Zubov, fratello di Platon Aleksandrovič Zubov, Pëtr Alekseevič Palen, José de Ribas, Aleksandr Andreevič Bezborodko e Nikita Petrovič Panin e inoltre Mamonov tenne un frequente scambio epistolare con il mecenate di Wolfgang Amadeus Mozart, Friedrich Melchior von Grimm.
Nel 1787 prese parte ai negoziati con Stanislao II Augusto Poniatowski e Giuseppe II d'Austria, divenendo Reichsgraf ("conte del Sacro romano impero"). Alla sua morte fu inumato nel Monastero di Donskoj.